# 빛에너지
빛에너지(영어: light energy)는 전자기파의 일종인 빛이 가지고 있는 에너지를 가리킨다. 단위는 줄(J)이다. 빛에너지는 빛에 포함되어 있는 광자의 수와 광자의 진동수(파장)에 의해 결정된다.
광자의 에너지는 진동수에 의해 결정되며, 다음과 같이 나타낼 수 있다.
{\displaystyle E=h\nu =h{\frac {c}{\lambda }}}
h : 플랑크 상수
E : 에너지
{\displaystyle \nu } : 진동수
c : 빛의 속도
λ : 파장
진동수를 나타내는 문자는 그리스 문자인 {\displaystyle \nu }이며, 라틴 문자의 v가 아니다.

## 같이 보기
- 태양 전지 – 빛에너지를 전기 에너지로 변환
- 발광 에너지